# Regiunea Tillabéri
Tillabéri este o regiune a Republicii Niger.